# Chuyến bay 9605 của RusAir
Chuyên bay 9605 của RusAir là một chuyến bay thường lệ của RusAir, dịch vụ RusLine giữa sân bay quốc tế Domodedovo và sân bay Petrozavodsk, loại máy bay Tupolev Tu-134, số đăng ký RA-65691, đã bị rơi khi đang tiếp cận Petrozavodsk ngay sau 23h40 giờ địa phương (19h40 UTC) ngày 20 tháng 6 năm 2011, khiến 44 người thiệt mạng và làm bị thương 8 người nữa.

## Sự cố
Chiếc máy bay rơi trên xa lộ A233 khi hạ cánh cuối cùng xuống sân bay Petrozavodsk, khoảng 1.200 mét (3.900 ft) bên ngoài đường băng. Người ta chưa biết rõ ngay nhân vụ rơi, vụ rơi xảy ra sau nữa đêm giờ địa phương trong điều kiện thời tiết được cho là xấu, bao gồm sương mù nặng, và chiếc máy bay rõ ràng là cố hạ cánh trên xa lộ trước khi rơi.